# Seigneurie d'Arconciel
Entités suivantes :
- Anciennes Terres (Canton de Fribourg)
- Bailliage d'Illens (Canton de Fribourg)

La seigneurie d'Arconciel ou seigneurie d'Arconciel-Illens est une seigneurie située dans l'actuel canton de Fribourg. 

## Histoire
La seigneurie est concédée à Conon d'Oltingen en 1082 par l'empereur Henri IV. Elle appartient ensuite à la famille de Glâne, puis passe par mariage à Rodolphe Ier de Neuchâtel. La seigneurie appartient à la famille d'Oron de 1342 à 1350. Au XVe siècle, elle appartient à la famille de La Baume.